# Equirria

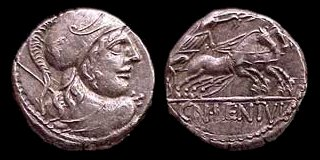
Denario con Marte llevando un casco y en el reverso Victoria conduciendo una biga (emitido por Cneo Cornelio Lentulo Clodiano en el 88 a. C.).

Las Equirria, Equiria o Ecurria (del latín equicurria, "carreras de caballo") eran unas fiestas de la Antigua Roma celebradas en honor de Marte, dios de la guerra, el 27 de febrero, día de la primera Equirria y el 14 de marzo, día de la segunda Equirria. Esta época del año era, tradicionalmente, cuando se preparaban nuevas campañas militares, por lo que las fiestas tenían un doble significado, militar y religioso, y estaban destinadas a apoyar al ejército y a elevar la moral pública. 
Se celebraban carreras de carros, aunque probablemente comenzarían siendo carreras de caballos o mulos para pasar, posteriormente a utilizar bigas. Los sacerdotes celebraban en ellas los rituales de purificación del ejército.
La segunda fiesta Equirria, en fechas posteriores, sería sustituida por la Mamuralia, donde se ofrecía un sacrificio a Mamurius Veturius, el viejo Marte, que representaba la regeneración del año viejo que muere y el nacimiento del nuevo Marte.

## Lugares de celebración
Las Equirria tenían lugar en el Campo de Marte, el "Campus Martius", fuera de los límites sagrados del pomerium de Roma. El sitio exacto es objeto de debate: Quizás cerca del Altar de Marte en el campus, o tal vez en el Tarentum, el lugar de los ludi tarentini, que terminarían convirtiéndose en los Juegos Seculares o en el Trigarium Cuando el río Tíber se desbordó, las Equirria fueron trasladadas al Campus Martialis en la Colina de Celio, un campo sin estructuras permanentes.

## En el calendario
Las Equirria , según las leyendas, fueron instituidas por Rómulo, hijo de Marte. Ambos aparecen en los antiguos calendarios romanos inscritos en piedra. Las Equirria son parte de lo que Michael Lipka llama la "focalización temporal" en la concepción romana de las deidades. Las fiestas de Marte, delimitaban la estación de las guerras, como el tiempo ideal donde se podían realizar las campañas militares. Desde la primera Equirria del 27 de febrero, que servía para introducir el mes de Marte (marzo), una feria en las calendas de marzo (un día consagrado también a su madre, Juno), la Agonalia del 17 de marzo, la Tubilustrium del 23 de marzo, el ritual del Caballo de octubre del 15 de octubre y la Armilustrium del 19 de octubre, las festividades están agrupadas en el mes de su mismo nombre (del latín Martius), excepto para las fiestas de Marte en el mes de octubre que era cuando se cerraba la estación de guerra.